# Faverolles-sur-Cher
Faverolles-sur-Cher é uma comuna francesa na região administrativa do Centro, no departamento Loir-et-Cher. Estende-se por uma área de 15,53 km². Em 2010 a comuna tinha 1 418 habitantes (densidade: 91,3 hab./km²).